# Prasinocyma florediscata
Prasinocyma florediscata är en fjärilsart som beskrevs av W. Warren 1907. Prasinocyma florediscata ingår i släktet Prasinocyma och familjen mätare. Inga underarter finns listade i Catalogue of Life.